# Río Bolulla
El río Bolulla es un río de la provincia de Alicante (España). Nace en el valle de Tárbena y desemboca en el río Algar, del que es afluente y que llega al mar Mediterráneo en Altea.
Tiene una longitud aproximada de 4 kilómetros y presenta un caudal muy intermitente.